# Itoplectis glabra
Itoplectis glabra är en stekelart som först beskrevs av Morley 1914.  Itoplectis glabra ingår i släktet Itoplectis och familjen brokparasitsteklar. Inga underarter finns listade i Catalogue of Life.